# 牛久沼

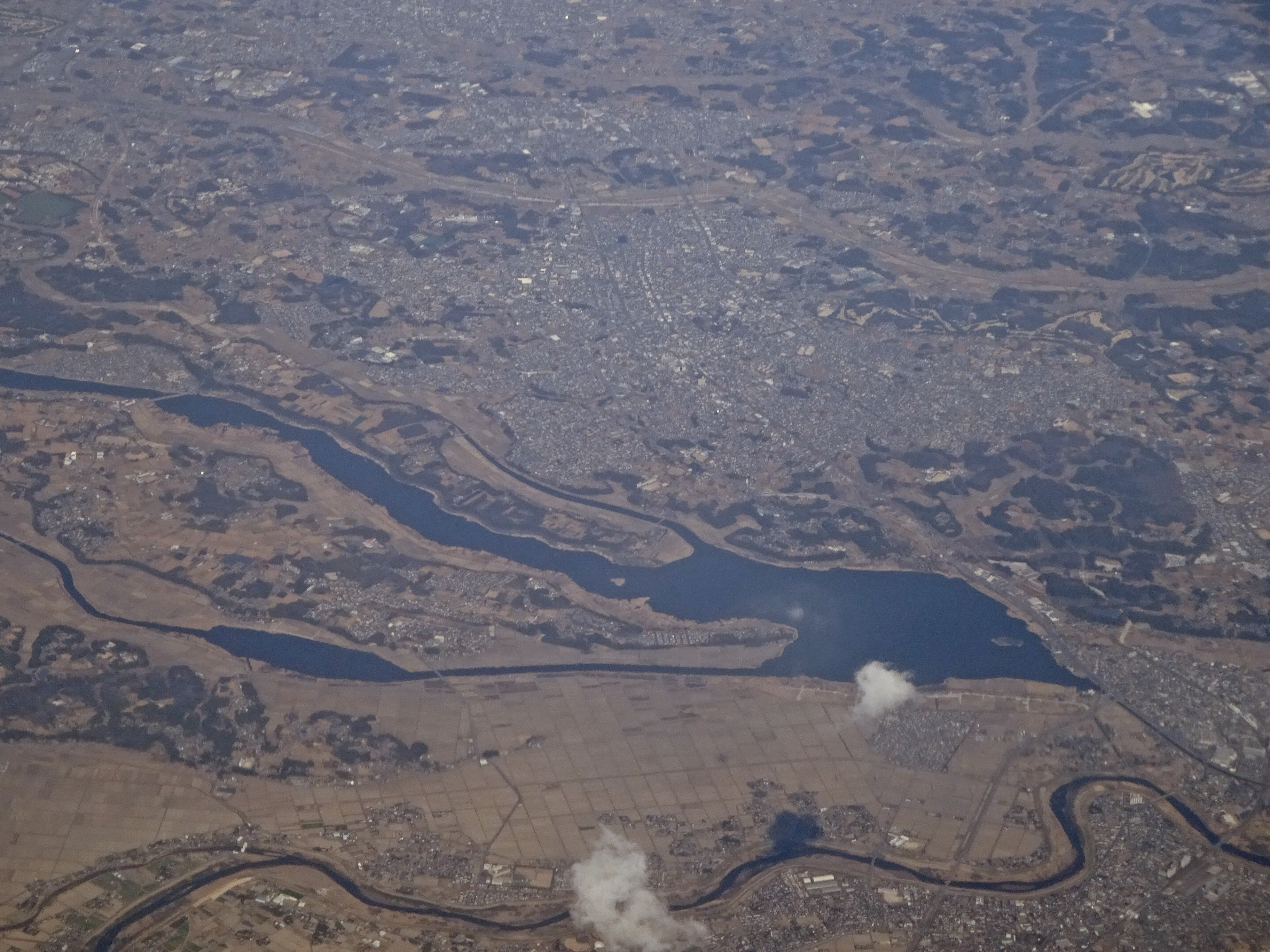
牛久沼を空撮（2023年）

牛久沼（うしくぬま）は、茨城県龍ケ崎市にある一級河川利根川水系の小貝川支流に含まれる沼。沼に近い牛久市と同じ名前であるが、全域が龍ケ崎市の区域内である。かつては太田沼とも言われた。

## 地理

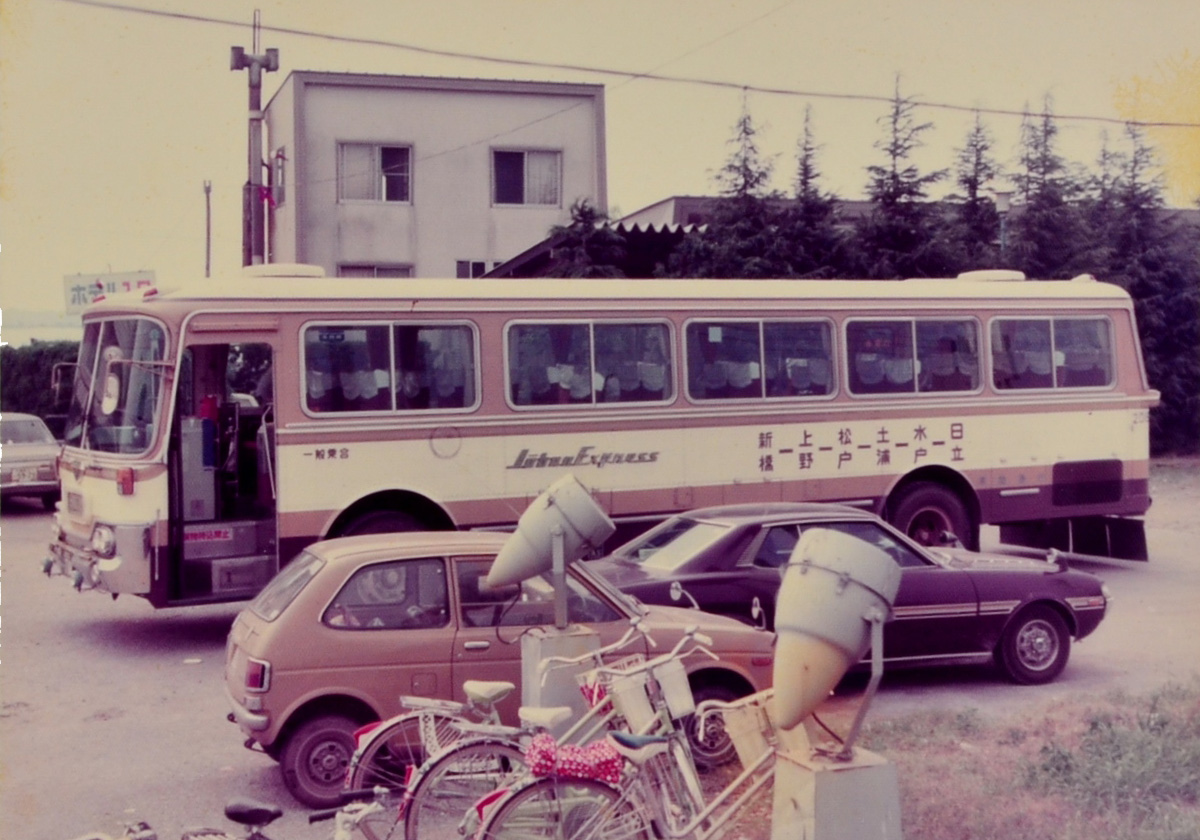
かつて東畔に存在した牛久沼ドライブインは、常磐道のない時代東京と水戸方面を結ぶ国道6号の主要な休憩地であった。（休憩中の急行バス）

小貝川下流部の小貝川低地と呼ばれる低地にあり、筑波・稲敷台地（常陸台地）の末端に位置する。周囲長は約25.5km、平均水深約1m、最深部でも3m程度である。
牛久沼周辺には浮田が散在する風景がみられたが、茨城県により河川改修と農地整備が進められた。
沼の東岸に沿ってJR東日本常磐線と国道6号（水戸街道）が通る。最寄り駅は龍ケ崎市駅・佐貫駅。市の鳥である白鳥が毎冬約40羽近く飛来する。また、オオクチバスが生息しており、食性調査が実施された。

### 流入河川
- 根古屋川
- 稲荷川
- 東谷田川
- 西谷田川
- 遠山川

### 流出河川
- 谷田川
- 江川

### 周辺の自治体
- 龍ケ崎市
- 牛久市
- つくば市
- 取手市
- つくばみらい市

## 故事来歴

### 牛になった僧侶伝説
金竜寺には「牛になった小坊主」という昔話が伝わり、牛久沼の名称はこの伝説に拠るとも言われる。
金竜寺のあるなまけ者の小坊主は、毎日の勤行（ごんぎょう）を怠ってゴロゴロ寝てばかり。とうとう小坊主は本当に牛になってしまいました。初めて恥を知った小坊主は、沼に入水（じゅすい）しようと決心して岸へ向かいました。しかし寺の住職は小坊主に同情し入水を止めようとして、水の中に入る牛のしっぽを握り引き戻そうとしました。ところが、しっぽはぶっつりと切れてしまったのです。牛はそのまま水底に沈んでしまいました。がっかりした住職は、手に残されたしっぽで払子（ほっす）を作りました。その払子は、今も寺宝として保管されています。

### 河童伝説
牛久沼には昔から河童伝説（UMA）の伝説があり、牛久沼沿いの遊歩道は「牛久沼かっぱの小径」と命名された。牛久市では愛称に河童を付けたものがいくつか見られる。
北畔に住んでいた日本画家の小川芋銭は多数の河童画を遺している。

### うな丼「発祥の地」

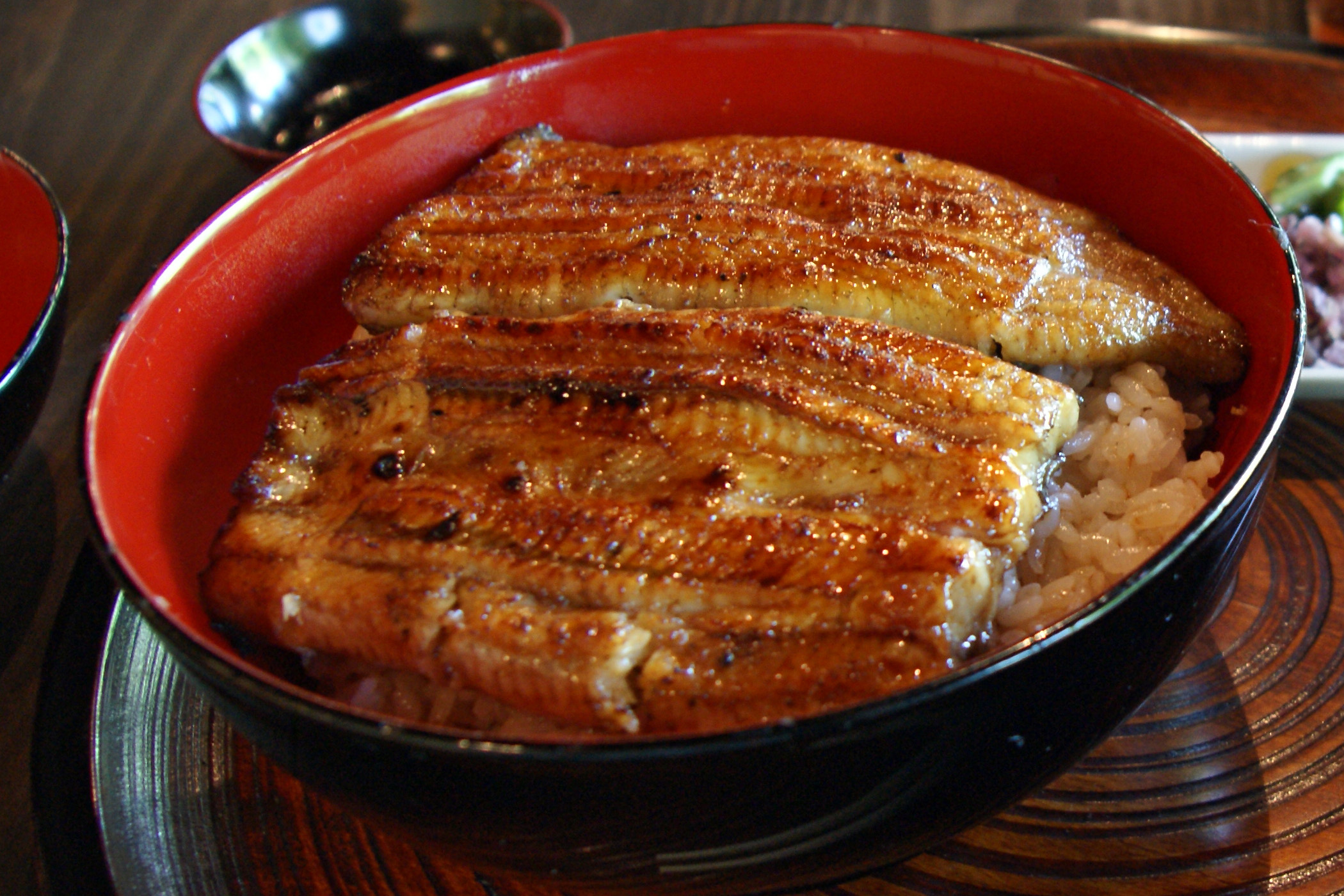
鰻丼

うな丼は「牛久沼が発祥の地」と言われており、牛久沼の周囲には現在でもウナギ（鰻）料理店が多く、特に東畔の国道6号は最盛期には8店のウナギ料理店が軒を連ねており、「うなぎ街道」として人気が高い。
- 牛久沼のウナギ料理店
  - 東畔（うなぎ街道） - JR龍ケ崎市駅
    - 桑名屋、伊勢屋、鶴舞家、山水閣
    - 閉業：牛久亭、小名浜屋、水神屋、寺田屋

  - 西畔周辺 - 牛久駅などからバス
    - 岬食堂、大はし

  - 北畔周辺 - 牛久駅
    - 阪東、やす川

  - 入地・市街 - 入地駅、関鉄竜ヶ崎駅
    - なか川、いしがみ

## 縁のある有名人
- 小川芋銭 - 河童画で有名な画家。北畔の牛久市城中町に住んでいて、沼や畔の農村から閃きを得ていた。
- 住井すゑ - 『橋のない川』で有名な小説家。小川芋銭宅の近くに居住し、執筆活動を行っていた。
- 犬田卯 - 農民文学者。住井の夫。北畔の牛久市城中町出身。犬田姓は沼畔の同町に多い。
- 増田れい子 - 新聞記者、エッセイスト。住井・犬田の娘。
- 沢ゆき - 詩人。北畔のつくば市小茎出身。
- 中島清治 - 作詞家。北畔の牛久市新地町出身。
- 一色邦彦 - 彫刻家。北畔の牛久市新地町にギャラリーを開設。

## 映像作品
- 男はつらいよ 寅次郎真実一路 - 渥美清が主演し、山田洋次が監督した日本映画のシリーズ34作目。沼畔の稲敷郡茎崎町（現在のつくば市）森の里団地やその近くにある龍ケ崎市の茎崎橋がロケ地となった。